# Container-Terminal Bremerhaven

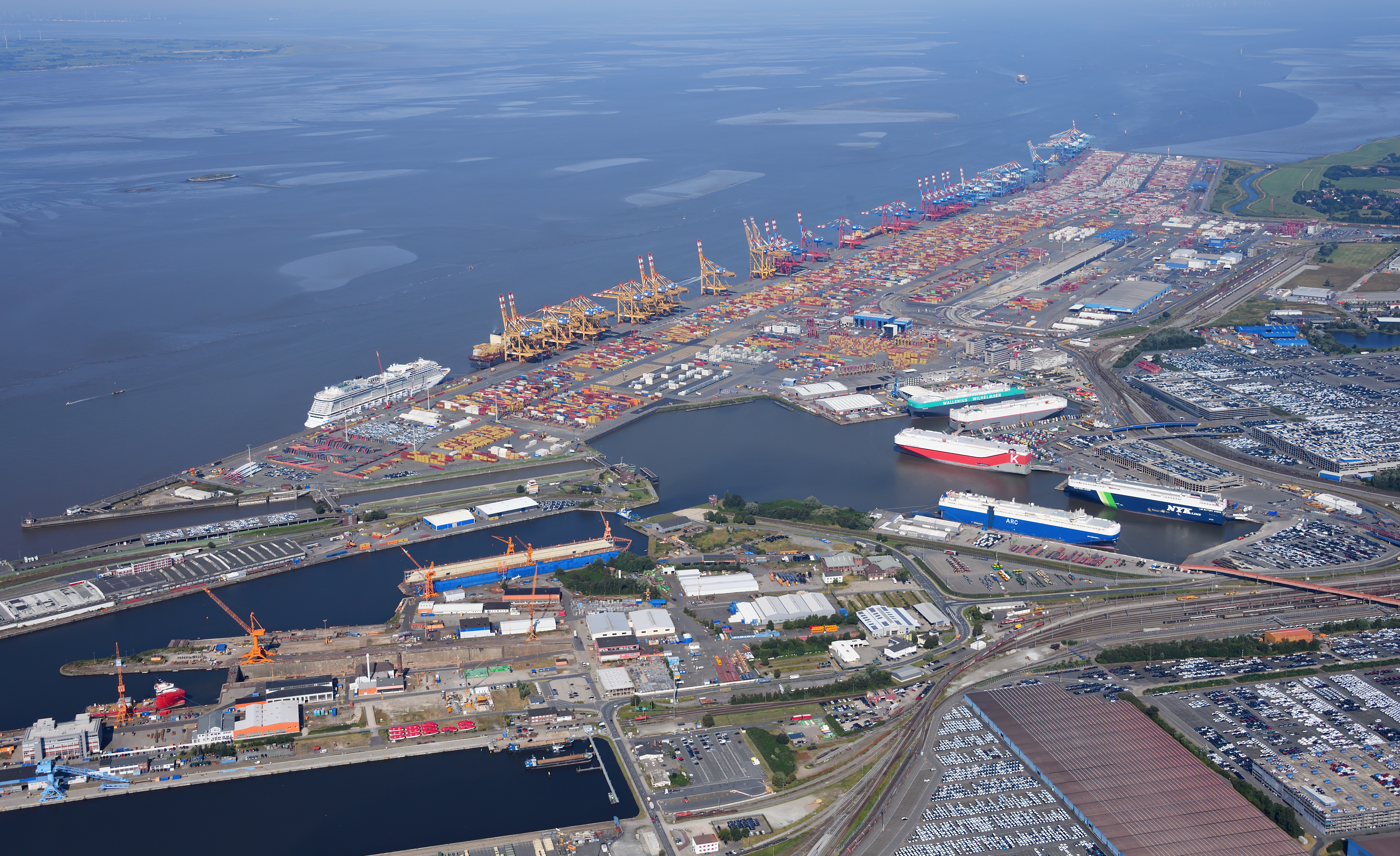
Container-Terminal Bremerhaven (2024)

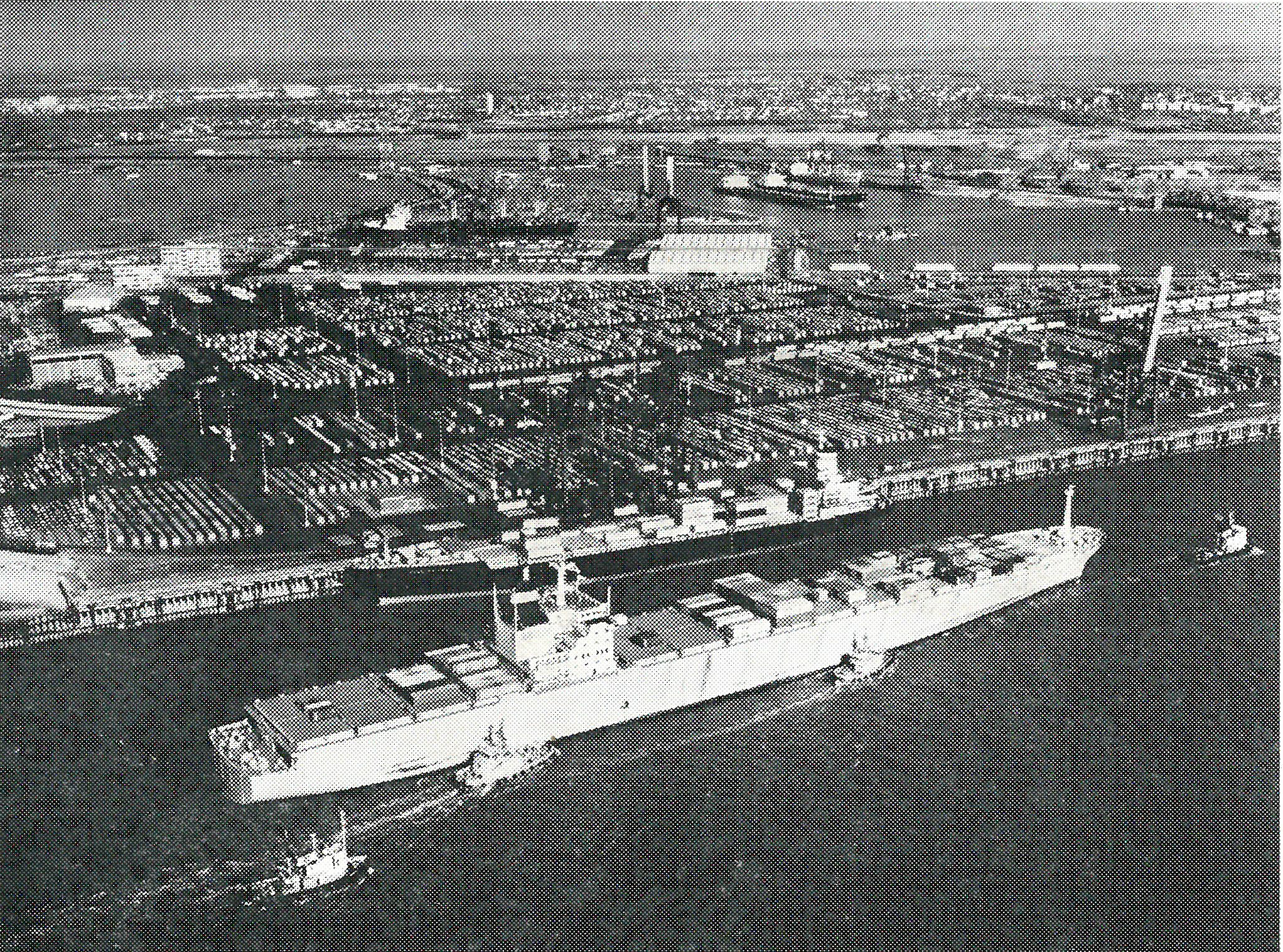
Luftaufnahme des Containerterminals Bremerhaven aus dem Jahr 1977

Das Wilhelm Kaisen Container-Terminal Bremerhaven in Bremerhaven ist Teil der Hafengruppe Bremen/Bremerhaven. Es war 2010 das größte zusammenhängende Containerterminal der Welt mit der längsten Kaje und zählte über viele Jahre – gemessen am TEU-Umschlag – zu den 25 größten Containerhäfen. 2017 stand es auf Rang 26 weltweit und 2022 mit einem Containerumschlag von 4,6 Millionen TEU auf Rang 7 in Europa.

## Geschichte
Nach Planungen 1967 erfolgte im Februar 1968 der Baubeginn mit dem ersten Spatenstich für die 700 Meter lange Stromkaje nördlich der Nordschleuse. Die Finanzierung erfolgte durch die börsennotierte Bremer Lagerhaus-Gesellschaft AG (BLG). Im Juni 1968 nahm der Bremerhavener Nordhafen den Containerbetrieb auf. Im April 1971 wurde der erste Liegeplatz an der Stromkaje des Container-Terminals in Betrieb genommen; im September wurde das neue Terminal an der Wesermündung offiziell eingeweiht. Seit 1971 gibt es eine ÖPNV-Anbindung durch die Verkehrsgesellschaft Bremerhaven AG (VGB). 1972 waren die Verladekapazitäten sehr knapp. Die BLG ließ eine in Hamburg am Burchardkai bei der Hamburger Hafen und Logistik (HHLA) in Aufbau befindliche Brücke abbauen und in Bremerhaven an der Stromkaje aufbauen.
Der Baubeginn für die südliche Erweiterung des Terminals war im Februar 1978 und für die nördliche Erweiterung im August 1980. Mit der Einweihung der Norderweiterung im August 1983 hatte Bremerhaven die größte Containerumschlaganlage des Kontinents. Der Baubeginn des Container-Terminals (CT) III war im Oktober 1994, und im Dezember schlug die Hafengruppe Bremen/Bremerhaven erstmals mehr als 1,5 Millionen Twenty-foot Equivalent Unit (TEU) um. Das Genehmigungsverfahren (Planfeststellung) für die Vertiefung der Fahrrinne der Außenweser auf 14 Meter wurde 1995 eingeleitet.
1996 wurden auf dem Areal von CT III die ersten Flächen befestigt und genutzt, und im März des folgenden Jahres installierten Arbeiter drei neue Super-Post-Panmax-Containerbrücken. Im Dezember 1997 war CT III auf ganzer Länge betriebsbereit. Im Januar 1999 ließ der Bund die Außenweser-Fahrrinne vertiefen, so dass auch sehr große Containerschiffe das Wilhelm-Kaisen-Terminal weitgehend tideunabhängig erreichen können. Daraufhin wuchs der Umschlag weiter stark.
Im Dezember 2000 erreichten vier von acht georderten Super-Post-Panmax-Containerbrücken vom Hersteller Shanghai Zhenhua Port Machinery (ZPMC) aus China Bremerhaven. Mit diesen Brücken, deren Ausleger 23 Containerreihen auf der Wasserseite überspannen können, lassen sich Containerschiffe mit Stellkapazitäten für 10.000 TEU und mehr be- und entladen. Im Mai 2001 trafen vier weitere Super-Post-Panmax-Containerbrücken aus China mit einem Spezialschiff in Bremerhaven ein.
Senator Josef Hattig nahm im Oktober 2000 den ersten Rammschlag am Container-Terminal IIIa vor; bis zum Herbst 2003 sollte diese Stromkaje um 340 Meter verlängert werden. Die Unterlagen für die Einleitung des Planfeststellungsverfahrens für CT IV wurden im Dezember 2002 der Wasser- und Schifffahrtsdirektion Nordwest in Aurich übergeben. Im November 2003 fand die Einweihung der Erweiterung des CT IIIa statt. Das Terminal hatte nun eine gesamte Stellfläche von rund 2.000.000 m². Bei dieser Kajenverlängerung verschwand das Weserfort Brinkamahof II.
Für große Containerschiffe wurde die Wendestelle in der Weser auf 600 Meter verbreitert, eine weitere Vertiefung der Außenweser auf 15,5 m ist in Vorbereitung. Im September 2006 machte das damals weltweit zweitgrößte Containerschiff, die Emma Mærsk, hier erstmals fest.
Für die Erweiterung des Terminals wurde im Juni 2004 der Planfeststellungsbeschluss (einschließlich der ökologischen Ausgleichsmaßnahmen auf der Luneplate und im Deichvorland an der Wurster Küste) übergeben. Im November 2004 erfolgte der symbolische erste Rammschlag für das Container-Terminal IV.
Seit der Inbetriebnahme des CT IV am 12. September 2008 beträgt die Stellfläche rund 3 km². Die Stromkaje hat eine durchgehende Länge von 4930 Metern und 14 Liegeplätze. Das CT Bremerhaven war damit 2010 das größte zusammenhängende Container-Terminal der Welt und wurde ins Guinness-Buch der Rekorde eingetragen.

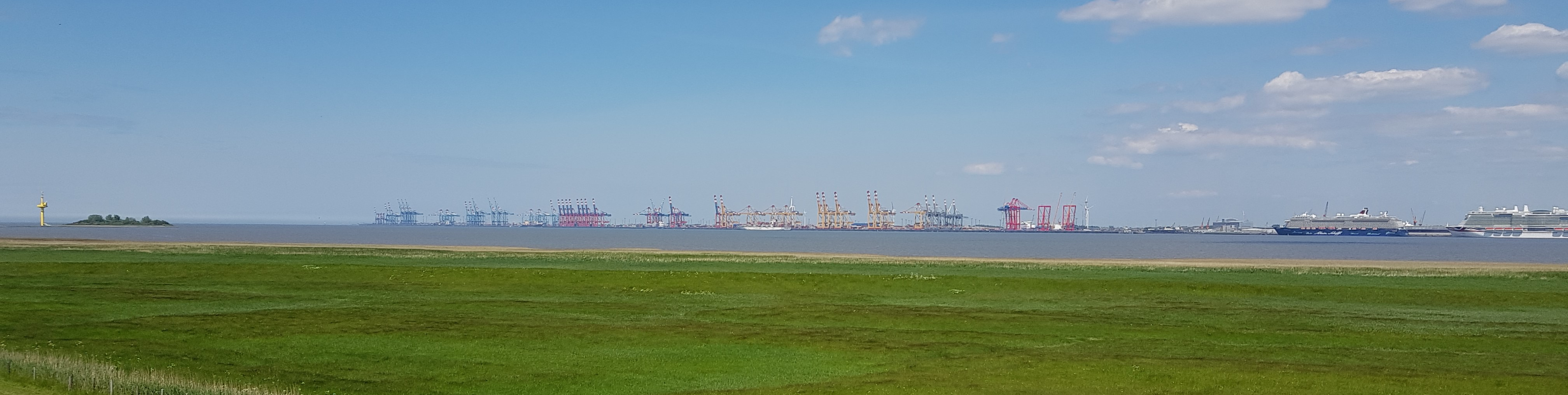
Ansicht von der anderen Weserseite (Mai 2020). Links im Bild die Weserinsel Langlütjen 1.

Im Mai 2015 stürzte der Ausleger einer Containerbrücke im Bereich des North Sea Terminal Bremerhaven, das einen Teil des Containerterminals betreibt, bei Umschlagsarbeiten in den Laderaum eines Containerschiffes. Während der Bergung des Auslegers brach ein Feuer im Schiff, der Maersk Karachi, aus. Bis zum 24. Juli war zwar der 160 Tonnen schwere Ausleger geborgen, jedoch von der Polizei wegen der noch offenen Frage nach der Unfallursache noch nicht zur Entsorgung freigegeben. 12.000 Tonnen verschmutztes Löschwasser wurden abgepumpt und der Entsorgung zugeführt. Im Schiff befand sich zu diesem Zeitpunkt noch dioxinbelasteter Schlamm, der bei der Brandbekämpfung entstand, und 200 wahrscheinlich kontaminierte Container. Einen vergleichbaren Unfall gab es laut Polizei weltweit noch nicht. Erst viereinhalb Monate nach dem Unfall durfte die Maersk Karachi den Hafen verlassen.

## Betreiber

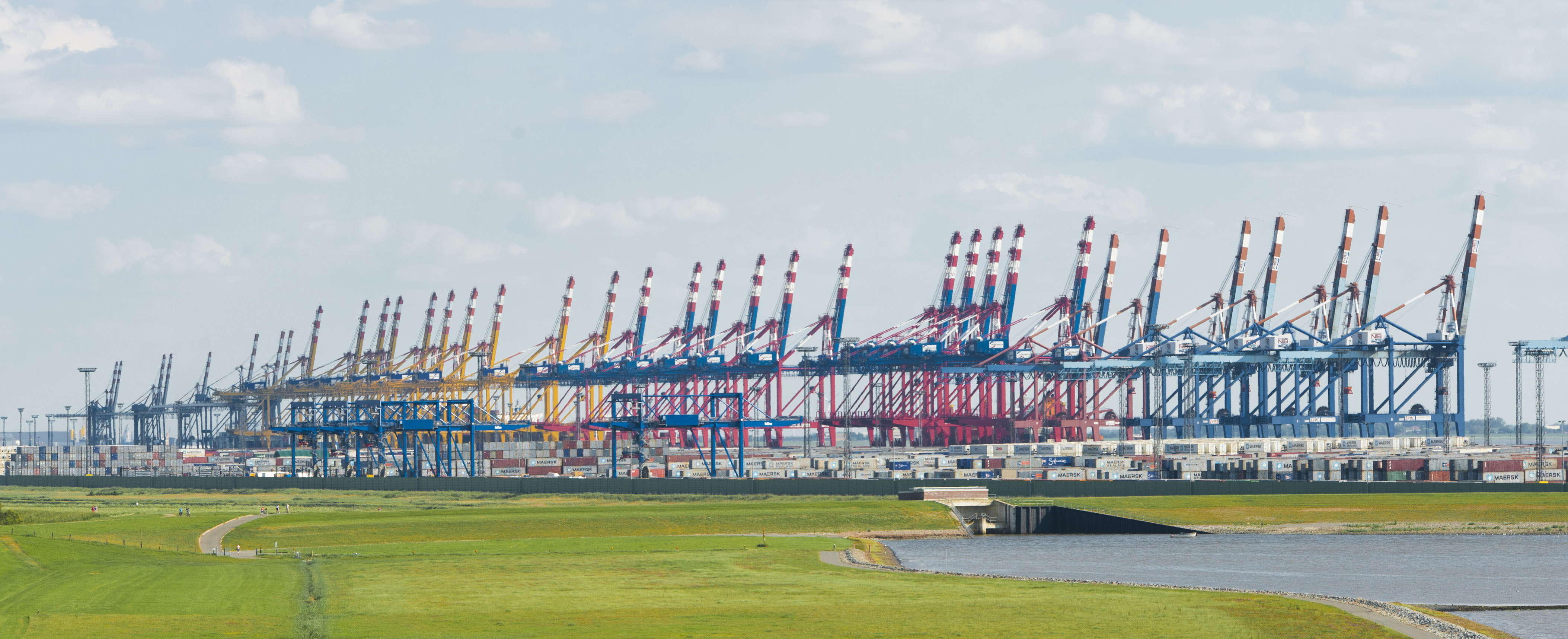
Brückenparade (2012)

Die BLG Logistics Group Bremen war alleiniger Betreiber des Container-Terminals Bremerhaven. 1999 gründete die BLG zusammen mit der Eurokai aus Hamburg die Eurogate GmbH, eine europäische Container-Terminal- und Logistik-Gruppe mit Sitz in Bremen; sie ist u. a. Betreiber der Container-Terminals in Bremerhaven (CTB) und in Wilhelmshaven (CTW) im Jade-Weser-Port.
Darüber hinaus wird der Umschlagsbereich in Teilen der Kaje betrieben von dem Gemeinschaftsbetrieb Eurogate/MSC (MSCgate) und dem Gemeinschaftsbetrieb Eurogate/Maersk (NTB).
Die stadtbremische Gesellschaft bremenports GmbH & Co. KG in Bremerhaven ist für das Hafenmanagement zuständig mit den Aufgaben Hafenentwicklungskonzepte, Hafenbau, Infrastruktur, Hafeninstandhaltung, Marketing, Verwaltung und Nutzung von Hafenflächen sowie Hinterlandanbindungen mit u. a. der Bremischen Hafeneisenbahn.

## Umschlag

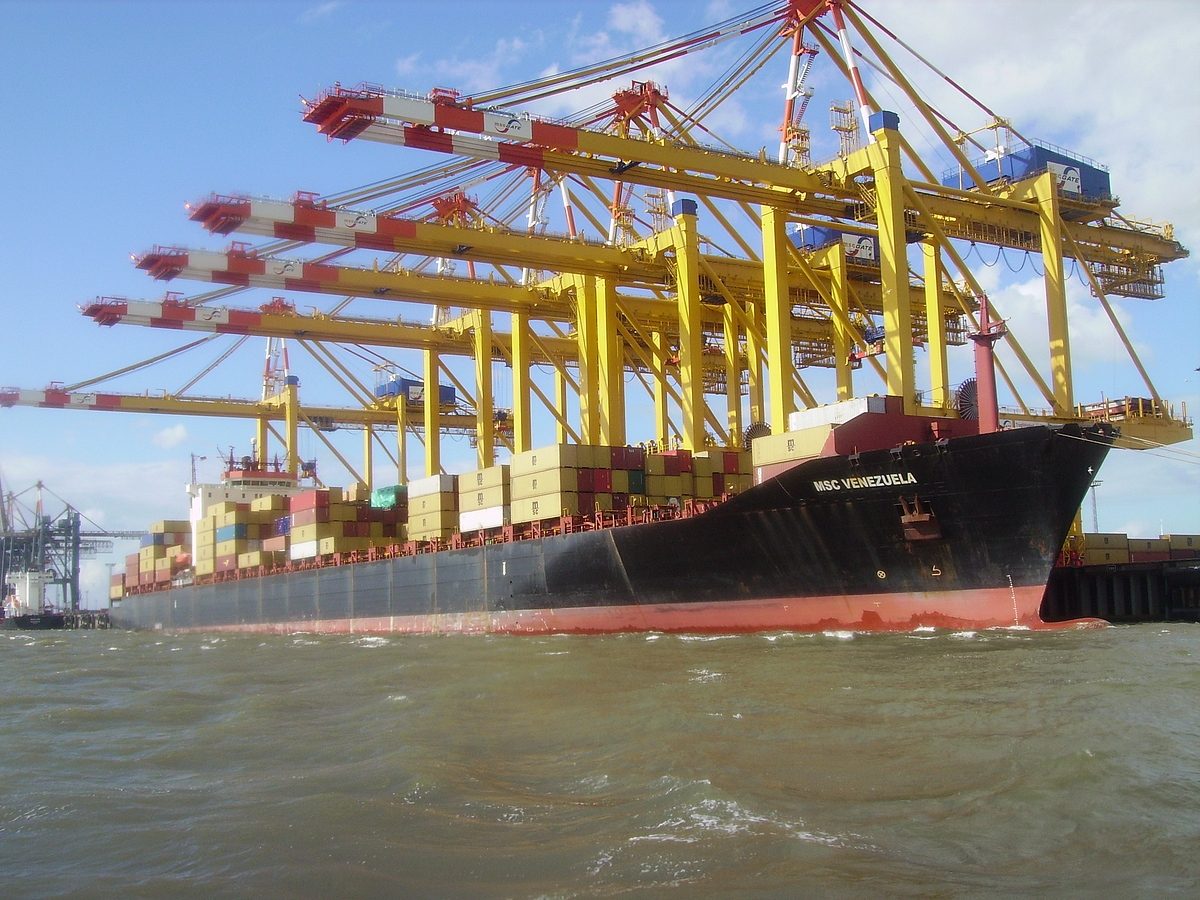
Die MSC Venezuela am Container-Terminal

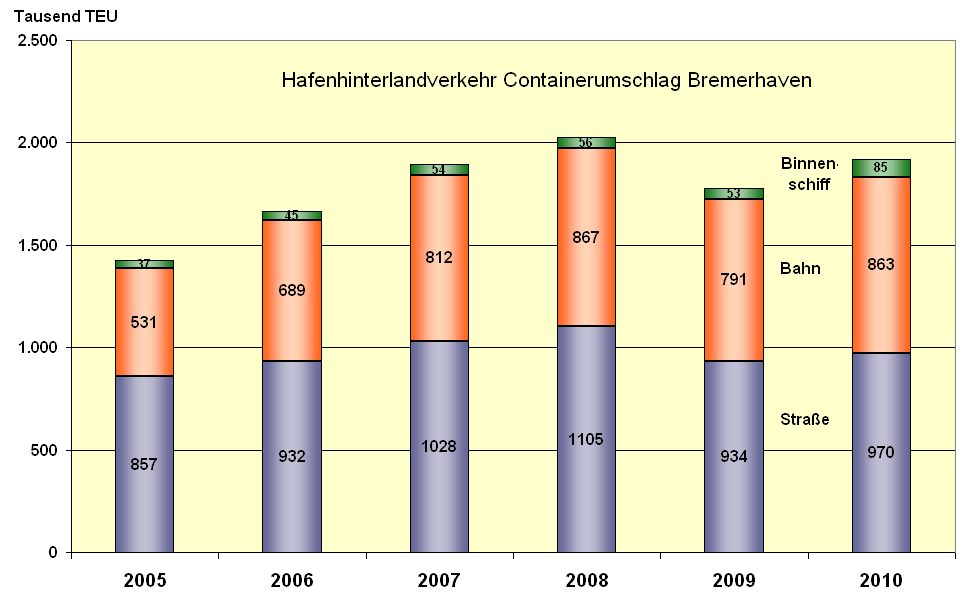
Hafenhinterlandverkehr durch Containerumschlag

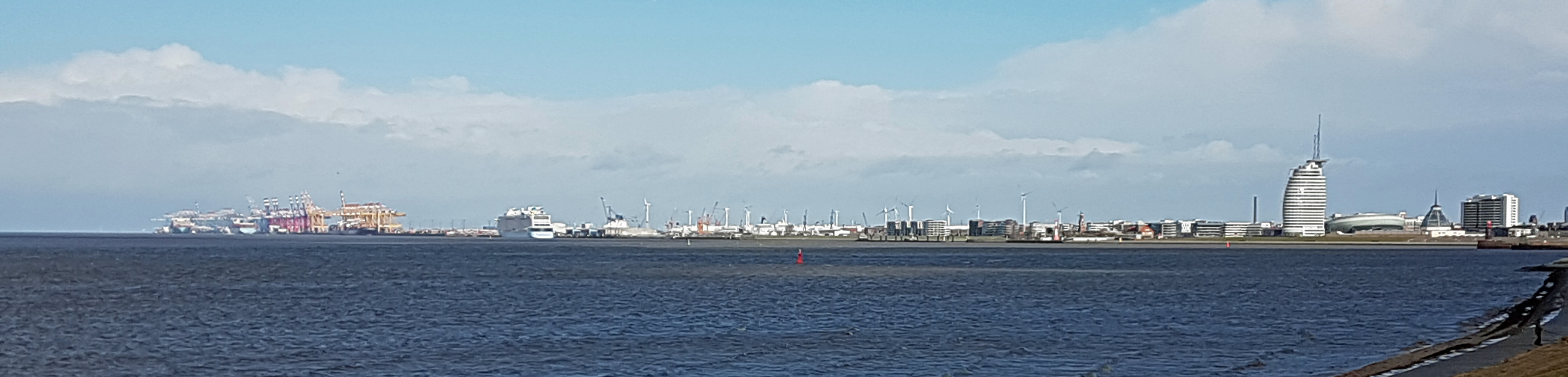
Blick vom Seedeich der Unterweser bei Bremerhaven auf Höhe der Kleinen Luneplate nach Norden von der Geestemündung rechts bis zum Container-Terminal links

Der Umschlag am Container-Terminal Bremerhaven entwickelte sich wie folgt:
- 1980: 0,39 Mio. Container; 0,61 Mio. TEU; 5,1 Mio. t
- 1990: 0,65 Mio. Container; 1,03 Mio. TEU; 9,7 Mio. t
- 2000: 1,63 Mio. Container; 2,72 Mio. TEU; 27,5 Mio. t
- 2008: 3,24 Mio. Container; 5,45 Mio. TEU; 54,7 Mio. t
- 2014: 3,43 Mio. Container; 5,76 Mio. TEU; 59,8 Mio. t
- 2015: 3,26 Mio. Container; 5,48 Mio. TEU; 55,0 Mio. t
- 2016: 3,24 Mio. Container; 5,53 Mio. TEU; 57,6 Mio. t
- 2017: 3,21 Mio. Container; 5,50 Mio. TEU; 54,9 Mio. t

Etwas mehr als die Hälfte des Umschlags war dabei Versand, der andere Teil Empfang.
2011 liefen 4307 Containerschiffe mit 136.603 BRZ die Bremer Häfen an. In Bremerhaven wurden 3,55 Mio. Container mit 5,91 Mio.TEU und 62,665 Mio. Tonnen Gewicht umgeschlagen.
Im Containerverkehr über See waren 2008 in TEU gerechnet die VR China (749.226), USA (662.599), Russische Föderation (390.712), Polen (196.256), Finnland (168.535), Schweden (131.601) und Norwegen (124.562) die führenden Länder, die von der Hafengruppe aus beliefert wurden.
2010 wurden von den 4,9 Mio. TEU durch seeseitige Feederschiffe rund 3,0 Mio. TEU transportiert. 1,9 Mio. TEU gehörten zum Hinterlandtransport. Diese Container-An- und -Abtransporte wurden zu 51 % mit Lastwagen (Straße), zu 45 % mit der Eisenbahn (Schiene) und nur zu 4 % per Binnenschiff abgewickelt. Der Anteil des Schienenverkehrs hat im Zeitraum 2005 bis 2010 von 37 auf 45 % zugenommen.
Die wichtigsten Schifffahrtslinien führen nach Russland, Skandinavien, Nord-, Mittel- und Südamerika, in den mittleren Osten und nach Fernost.